# Thrypticus basalis
Thrypticus basalis är en tvåvingeart som beskrevs av Van Duzee 1930. Thrypticus basalis ingår i släktet Thrypticus och familjen styltflugor. Inga underarter finns listade i Catalogue of Life.